# Phrynosoma ornatissimum
Espèce
Synonymes
- Phrynosoma ornatissima Girard, 1858
- Phrynosoma douglasii ornatissimum Girard, 1858
- Phrynosoma douglassii brachycercum Smith, 1942

Phrynosoma ornatissimum est une espèce de sauriens de la famille des Phrynosomatidae.

## Répartition
Cette espèce se rencontre, :
- aux États-Unis dans l'extrême Ouest du Texas et au Nouveau-Mexique ;
- au Mexique au Chihuahua, au Durango et au Zacatecas.

## Liste des sous-espèces
Selon The Reptile Database (14 mai 2016) :
- Phrynosoma ornatissimum ornatissimum Girard, 1858
- Phrynosoma ornatissimum brachycercum Smith, 1942

## Publications originales
- Girard, 1858 : United States Exploring Expedition during the Years 1838, 1839, 1840, 1841, 1842, Under the command of Charles Wilkes, U.S.N. C. Sherman & Son, Philadelphia, vol. 20, p. 1-496 (texte intégral).
- Smith, 1942 : Mexican herpetological miscellany. Proceedings of the United States National Museum, vol. 92, p. 349-395 (texte intégral).